# Haematopota minuscula
Haematopota minuscula är en tvåvingeart som beskrevs av Austen 1920. Haematopota minuscula ingår i släktet Haematopota och familjen bromsar. Inga underarter finns listade i Catalogue of Life.